# 基奧瓦鎮區 (堪薩斯州巴伯縣)
基奧瓦鎮區（英語：Kiowa Township）為位在美國堪薩斯州巴伯縣的鎮區。2010年美国人口普查中該鎮區人口有1,136人。

## 地理
基奧瓦鎮區涵蓋面積124.32平方（48.00平方英里），境內擁有一座城鎮：基奧瓦。

### 墓園
根據美國地質調查局的資料，此鎮區僅有1座墓園：
- 里弗維尤墓園（Riverview Cemetery）

### 機場
- 基奧瓦機場（Kiowa Airport）

## 人口統計
根據2010年美國人口普查，基奧瓦鎮區人口有1,136人，人口密度為9.12人/平方公里。種族方面，95.77%為白人；0.18%為非裔美洲人；1.06%為美洲原住民；0.18%為亞洲人；0%為太平洋島民；1.58%為其他種族；另外有1.23%為兩個或以上的種族。而西班牙裔美國人或拉丁美洲人佔該鎮區人口的3.7%。

## 外部連結
- US-Counties.com
- City-Data.com （页面存档备份，存于）